# 3rd (EP)
3rd è un EP del gruppo rock finlandese The Rasmus, pubblicato nel 1996.

## Tracce
1. Ghostbusters (Ray Parker Jr. cover) – 3:35
2. Fool – 3:42

## Formazione
- Lauri Ylönen – voce
- Pauli Rantasalmi – chitarra
- Eero Heinonen – basso
- Janne Heiskanen – batteria